# Sassenheim (stacja kolejowa)
Sassenheim – stacja kolejowa w Sassenheim, w prowincji Holandia Południowa, w Holandii. Otwarcie stacji nastąpiło w grudniu 2009.
| Sassenheim                            |  |                               |
| Linia Weesp – Leiden Centraal (34 km) |  |                               |
| Leiden Centraalodległość: – km        |  | Nieuw Vennep odległość: 10 km |